# Bélgica Adela Mirabal
Bélgica Adela Mirabal Reyes, conocida como Dedé Mirabal, (Ojo de Agua, Salcedo, 1 de marzo de 1925 - 1 de febrero de 2014), fue una activista dominicana, única sobreviviente de las hermanas Mirabal, heroínas y mártires de la lucha antitrujillista, que dedicó su vida a mantener viva la memoria de sus hermanas, Patria, Minerva y María Teresa Mirabal. Fundó la Casa Museo Hermanas Mirabal. 

## Primeros años
Doña Dedé nació en Ojo de Agua, Salcedo, en lo que conocemos como Provincia de Hermanas Mirabal, el 29 de febrero de 1925, por ser un año bisiesto, la declaran día siguiente el primero de marzo, fecha en la que siempre celebraba su cumpleaños.
Era la segunda hija del matrimonio conformado por Doña Mercedes Reyes Camilo y Enrique Mirabal. Sus hermanas fueron Patria, Minerva y María Teresa, asesinadas en 1960 por órdenes del tirano Rafael Leónidas Trujillo
Cursó estudios de primaria en el colegio Inmaculada Concepción en La Vega, hasta el octavo curso, los descontinuó pues estaba más interesada en dedicarse a los negocios junto a su padre. Luego de su matrimonio con Jaime Fernández Camilo, el 27 de marzo de 1948, y se estableció en San Francisco de Macorís.
Dedé tuvo un papel menos activo en el Movimiento Revolucionario 14 de Junio lo que la salvó de ser asesinada junto a sus hermanas. Se hizo responsable de los seis hijos de estas luego de su asesinato a los cuales crio junto a sus tres hijos. Su hijo menor Jaime David Fernández Mirabal fue Vicepresidente de la República Dominicana durante el periodo 1996-2000.
Para sostener su familia, Dedé Mirabal incursionó en la ganadería, producción agrícola, especialmente de cacao orgánico, también fue vendedora y corredora de seguros.

## Aportes
Fundó la Fundación Hermanas Mirabal en 1992 y, posteriormente, en 1994, creó el Museo Hermanas Mirabal en la casa que fue la última residencia de las hermanas. 
En el Museo se conservan las pertenencias de las hermanas, las cuales fueron cuidadas inicialmente por su madre, Doña Chea, y luego por Doña Dedé hasta su fallecimiento en 2014. En el jardín de la Casa Museo reposan los restos de Patria, Minerva, María Teresa y Manolo Tavárez Justo (esposo de Minerva), que fueron trasladados al panteón erigido el 25 de noviembre de 2000.
La muerte de las hermanas Mirabal las convirtió en un símbolo de la lucha contra la violencia de género. El 25 de noviembre, fecha de su asesinato, se conmemora el Día Internacional de la Eliminación de la Violencia contra la Mujer.
En 2009, Doña Dedé publicó su autobiografía Vivas en su jardín,donde relata la lucha antitrujillista de sus tres hermanas y su trágico asesinato. El libro recibió el Premio Nacional Feria del Libro Eduardo León Jimenes en 2010.
Contribuyó con sus anécdotas a la adaptación cinematográfica del libro En el tiempo de las mariposas, de Julia Álvarez, una obra que narra de forma novelada la vida de las tres hermanas asesinadas por Trujillo.
Bélgica Adela "Dedé" Mirabal falleció a los 88 años debido a complicaciones respiratorias.